# Branderode
Branderode is een  dorp in de Duitse gemeente Hohenstein in het Landkreis Nordhausen in Thüringen. Het dorp, dat al in 876 wordt genoemd in een oorkonde, was tot 1996 een zelfstandige gemeente.